# Islã no Canadá

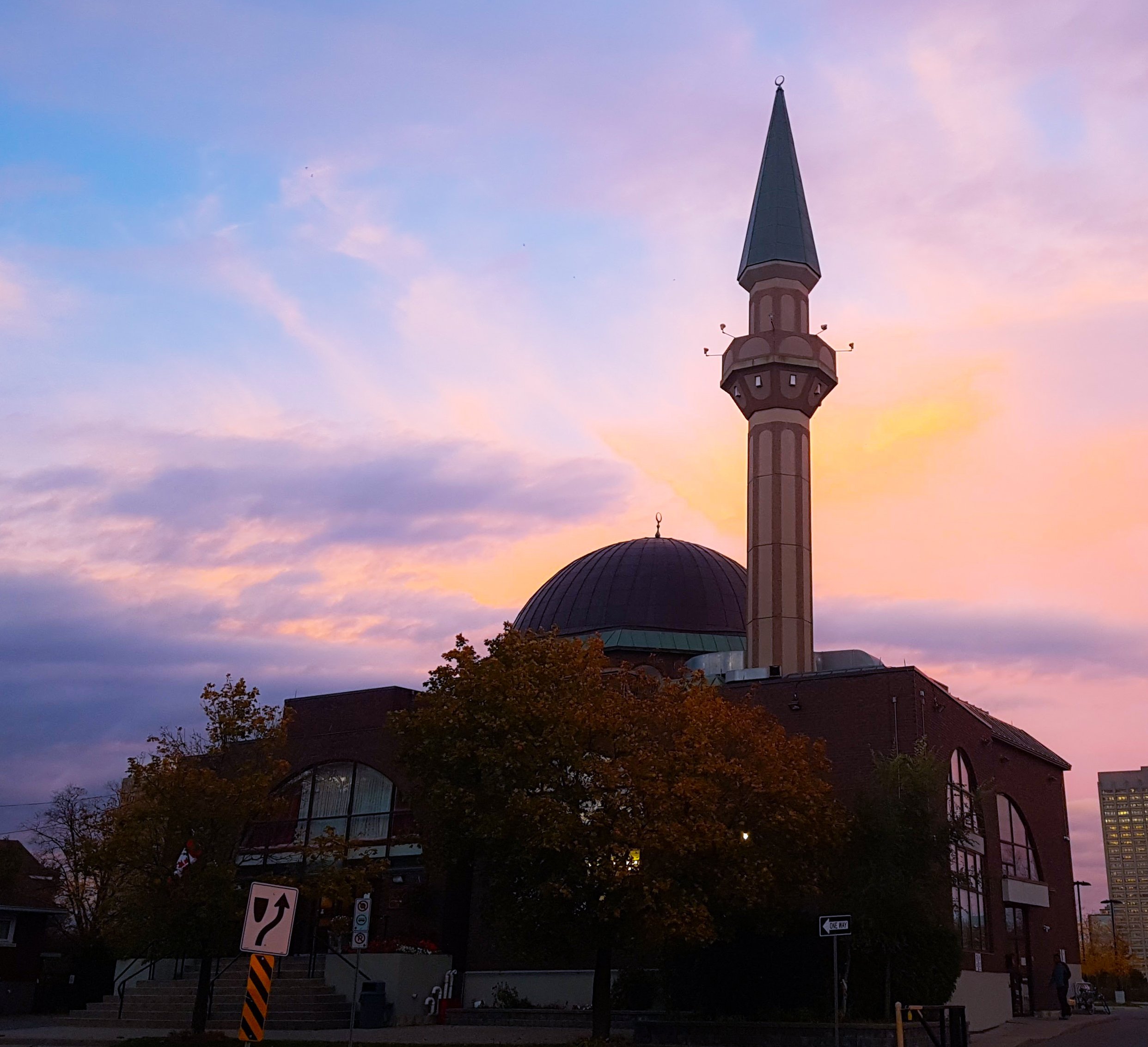
Grande Mesquita em Ottawa

O Islã é a segunda maior religião do Canadá, praticada por aproximadamente 5% da população. Os muçulmanos canadenses são um dos grupos religiosos com maior diversidade étnica em todo o país. Os muçulmanos vivem no Canadá desde 1871 e a primeira mesquita foi estabelecida em 1938. A maioria dos muçulmanos canadenses é sunita, enquanto uma minoria significativa é xiita.
A porcentagem de muçulmanos no Canadá é de 4,9% (cerca de 1,8 milhão de habitantes) de acordo com o Censo de 2021. Na área da Grande Toronto, 10% da população é muçulmana, e na Grande Montreal, 8,7% da população é muçulmana.

## Apoio
O governo canadense deu apoio para que uma organização ligada ao Estado Islâmico de Idlib ganhasse o nobel da paz e o Oscar. A embaixada do Canadá na Jordânia servia como recrutadora de membros para o DAESH na segunda década do século XXI para a Guerra Civil Síria. O fundador da ONG Defesa Civil Síria buscou refúgio no Canadá para arrecadar fundos. O dinheiro saudita até a segunda década do século XXI financia 4 mesquitas no Canadá.